# 冀寧道
冀寧道（きねい-どう）は中華民国北京政府により設置された山西省の道。

## 沿革
1913年（民国2年）3月に中路道として設置。観察使は陽曲県に設置され、下部に陽曲、太原、楡次、太谷、祁県、交城、文水、嵐県、興県、徐溝、岢嵐、汾陽、孝義、平遥、介休、石楼、臨県、中陽、離石、長治、長子、屯留、襄垣、潞城、平順、壷関、黎城、晋城、高平、陽城、陵川、沁水、遼県、和順、楡社、沁県、沁源、武郷、平定、昔陽、盂県、寿陽の43県を管轄した。1914年（民国3年）5月23日に観察使は道尹と改められた。1927年（民国16年）に廃止されている。

## 行政区画
廃止直前の下部行政区画は下記の通り。（50音順）
- 盂県
- 介休県
- 岢嵐県
- 祁県
- 興県
- 孝義県
- 交城県
- 高平県
- 壷関県
- 寿陽県
- 襄垣県
- 徐溝県
- 沁県
- 沁源県
- 晋城県
- 沁水県
- 昔陽県
- 石楼県
- 太原県
- 太谷県
- 中陽県
- 長子県
- 長治県
- 屯留県
- 武郷県
- 文水県
- 汾陽県
- 平順県
- 平定県
- 平遥県
- 楡次県
- 楡社県
- 陽曲県
- 陽城県
- 嵐県
- 離石県
- 遼県
- 陵川県
- 臨県
- 黎城県
- 潞城県
- 和順県